# Дільниця міста (Польща)
Дільниця міста (пол. Dzielnica miasta) це:

- юридично виділена частина міської ґміни, допоміжна адміністративна одиниця, якою управляє рада дільниці[1]. Залежно від адміністративного устрою дільниця може мати бурмістра (головним чином стосується столиці Польщі Варшави);
- традиційна частина міста, певна його територія з визначеною назвою, але без дільничних адміністративних структур; перебуває під юрисдикцією міської ради;
- частина міста, яка вирізняється своїми функціями, типом забудови, мешканцями (дільниця з віллами, портова дільниця, торгова, промислова, елітна, нетрі).

Польські міста з дільницями:
| - Бидгощ; - Гданськ; - Катовиці; - Краків; - Люблін; - Щецин; - Варшава. |

Міста, де колись функціювали дільниці:
- Лодзь;
- Познань;
- Вроцлав.